# Biografielijst Zm

## Zme
- Robert Změlík (1969), Tsjechisch atleet (meerkamp)

## Zmi
- Artur Żmijewski (1966), Pools kunstenaar
- Artur Żmijewski (1966), Pools acteur

## Zmu
- Bob Zmuda (20e eeuw), Amerikaans schrijver, komiek en producent
- Marta Żmuda, pseudoniem van Marta Anna Maria Trzebiatowska, (1984), Pools film- en theateractrice